# Teddy Tamgho
Teddy Tamgho (Parigi, 15 giugno 1989) è un ex triplista francese, campione mondiale della specialità a Mosca 2013.

## Biografia
Debutta sulla scena internazionale nel 2007, giungendo 4º ai campionati europei juniores, mentre l'anno seguente vince i campionati mondiali juniores. Nel 2010 conquista i campionati mondiali indoor a Doha stabilendo il record mondiale al coperto con la misura di 17,90 m.
Il 6 marzo 2011 conquista la medaglia d'oro ai campionati europei indoor stabilendo con la misura di 17,92 m il nuovo primato mondiale al coperto.
All'aperto vanta un primato personale di 18,04 m, stabilito il 18 agosto 2013 ai campionati mondiali a Mosca. La misura ha consentito all'atleta francese di vincere il suo primo oro iridato.
È il quarto atleta nella storia del salto triplo ad aver superato la soglia dei 18 metri dopo il britannico Jonathan Edwards, con il record mondiale di 18,29 m, e gli statunitensi Christian Taylor (18,21 m) e Kenny Harrison (18,09 m).

## Record nazionali
Seniores
- Salto triplo: 18,04 m ( Mosca, 18 agosto 2013)
- Salto triplo indoor: 17,92 m ( Parigi, 6 marzo 2011)  (Record mondiale indoor fino al 16 gennaio 2021)

## Palmarès
| Anno | Manifestazione    | Sede       | Evento         | Risultato | Prestazione | Note                                    |
| ---- | ----------------- | ---------- | -------------- | --------- | ----------- | --------------------------------------- |
| 2007 | Europei juniores  | Hengelo    | Salto triplo   | 4º        | 16,35 m     |                                         |
| 2008 | Mondiali juniores | Bydgoszcz  | Salto triplo   | Oro       | 17,33 m     |                                         |
| 2009 | Europei indoor    | Torino     | Salto triplo   | 13º (q)   | 15,94 m     |                                         |
| 2009 | Mondiali          | Berlino    | Salto triplo   | 11º       | 16,79 m     |                                         |
| 2010 | Mondiali indoor   | Doha       | Salto triplo   | Oro       | 17,90 m     |                                         |
| 2010 | Europei           | Barcellona | Salto triplo   | Bronzo    | 17,45 m     |                                         |
| 2011 | Europei indoor    | Parigi     | Salto in lungo | 4º        | 7,98 m      |                                         |
| 2011 | Europei indoor    | Parigi     | Salto triplo   | Oro       | 17,92 m     |                                         |
| 2011 | Europei U23       | Ostrava    | Salto triplo   | nm (q)    | nm (q)      |                                         |
| 2013 | Mondiali          | Mosca      | Salto triplo   | Oro       | 18,04 m     | Miglior prestazione mondiale stagionale |

## Altre competizioni internazionali
2010
- Vincitore della Diamond League nella specialità del salto triplo (18 punti)

## Riconoscimenti
- Atleta europeo emergente dell'anno (2010)